# الجبلية (الحديدة)

تعديل مصدري - تعديل

الجبليه هي إحدى قرى مديرية التحيتا التابعة لمحافظة الحديدة اليمنية، بلغ تعداد سكانها 5928 نسمة حسب الإحصاء الذي أجري عام 2004.